# タシュメトゥ・シャラト
タシュメトゥ・シャラト（Tashmetu-sharrat、アッカド語：Tašmētu-šarrat / Tašmētum-šarrat、「タシュメトゥムは女王なり」）は古代メソポタミア地方における新アッシリア時代のアッシリアの王妃。アッシリア王センナケリブ（在位：前705年-前681年）の第一の配偶者であった。タシュメトゥ・シャラトについて最も良く伝えている史料はセンナケリブの碑文である。この碑文では彼女の類まれなる美しさが称えられ、センナケリブは残りの人生を彼女と共に過ごすことを望んでいる。センナケリブの子供たちのうち、誰が彼女の子供であったのかは不明である。センナケリブの後継者エサルハドン（在位：前681年-前669年）は別の女性、ナキアの息子である。

## 生涯
タシュメトゥ・シャラトの名前はアッカド語（古代アッシリアにおける公的言語）で「タシュメトゥムは女王なり」を意味する。彼女は1世紀以上昔のムリッス・ムカンニシャト・ニヌア以降では初の、確実にアッカド語の名前を持ったアッシリア王妃であった。彼女の名前の構成要素にはシャラト（šarrat/女王・王妃）が含まれており、これはセンナケリブと結婚し王妃となった時に付けられた名前である可能性がある。そうである場合、タシュメトゥ・シャラトという名前は非常に意識的に選ばれたものだったであろう。タシュメトゥムはメソポタミア神話においてナブー神（アッシリアの王太子と密接に関連付けられていた）の配偶者であった。
タシュメトゥ・シャラトは明らかに新アッシリア帝国内で影響力のある人物であった。諸神殿に奉納された花瓶（vases ）に彼女の名前が刻まれていることが知られており、これらの碑文は彼女の名前とセンナケリブの王妃としての地位についての唯一の記録である。アッシリアにおいてこのようなことを行うのに十分な地位を持つ人物は極めて限られているため、この僅かな史料は重要である。センナケリブ時代の首都ニネヴェ市および帝国の宗教と儀式の中心であったアッシュル市で発見された文書においてタシュメトゥ・シャラトについて記されており、彼女はこの二つの都市に邸宅を持っていたかもしれない。アッシュル市から発見された彼女についての史料は宮殿の部屋から発見された2つの花瓶（vases）の碑文のみであるが、ニネヴェ市から発見された史料はより総合的かつ明快なものである。ユニークな長文の碑文がセンナケリブによって建設されたニネヴェの南西宮殿の部屋（suite）の出入り口にあり、タシュメトゥ・シャラトにセンナケリブが捧げた大々的で公的な賞賛が含まれている。この文書において、センナケリブはこの部屋（suite）を彼の王妃であり ḫīrtu narāmtīya（最愛の配偶者）たるタシュメトゥ・シャラトのために建設したこと、彼女の類い稀なる美しさへの賞賛、そしてこの宮殿でṭūb šīri u ḫūd libbi（肉体と感情の至福）の中で彼女と共に永遠に暮らしたいという望みを書いている。この碑文は宮殿の建設期間である前696年から前693年の間に高い確度で年代付けることができる。タシュメトゥ・シャラトに与えられた部屋（suite）は居住用ではなく、恐らく彼女が掌握する帝国の国家活動、祝宴、レセプションのためのホールであったと見られる。
タシュメトゥ・シャラトがいつセンナケリブと結婚したのかは不明である。彼女の名前が結婚時に与えられたものであったとするならば、アッシリア王太子との関連性がある名前であることから、センナケリブが王位に就く前に結婚した可能性がある。リカレイ・ボーガーはこの南西宮殿の碑文がタシュメトゥ・シャラトの美しさを称えていることから彼女が非常に若かったことを示していると主張したが、彼女の年齢が30代または40代だったとしてもセンナケリブが彼女の容姿を称賛できない理由はない。この時点でセンナケリブ自身は50歳くらいであった。この場合、タシュメトゥ・シャラトは前720年頃にセンナケリブと結婚したと見られ、センナケリブの最年長の子供たちの母親であった可能性が高い。
タシュメトゥ・シャラトの王妃としての在位期間はナキアと重複している。今日ではセンナケリブの配偶者としてナキアの方がより有名である。センナケリブの後継者でナキアの息子であるエサルハドン（在位：前681年-前669年）を除き、センナケリブの子供たちの母親が誰であるのか不明である。センナケリブの在位中にナキアが王妃の称号を持っていたかどうかはわかっていない（同時に2人の王妃がいた証拠は無い。センナケリブには複数の妻がいたが、そのうちただ1人だけが王妃であった）。ナキアは既に前713年頃（エサルハドンはこの頃生まれた）にはセンナケリブと関係を持っており、エサルハドンの治世中には卓越した地位を与えられていた。ナキアはエサルハドンの治世中に王妃（女王）として言及されることがあった。しかし、ナキアはエサルハドンの母親であったため、王妃の称号はセンナケリブの治世後半かエサルハドンの治世中に与えられた可能性がある。もしタシュメトゥ・シャラトがセンナケリブの治世の終わり以降も存命だったならば、前684年にエサルハドンが王太子に任命されて以降、彼女とナキアとの関係は悪化していたであろう。エサルハドン治世中の文書でタシュメトゥ・シャラトが言及されることがないため、その時点では彼女は既に死亡していた可能性もある。前681年のセンナケリブの死亡の1ヶ月前に年代付けられる粘土製の札（a clay docket）にはアッシリア王妃が所持する印章の押印があり、センナケリブ死亡時点で王妃が在位していたことがわかる。この王妃はタシュメトゥ・シャラトである可能性があるが、彼女が既に死亡しておりその後に代わって王妃となったナキアであった可能性もある。エッカート・フラーム（Eckart Frahm）はエサルハドンが王太子に任命された時にはナキアが王妃となっており、タシュメトゥ・シャラトはこの時点で既に死亡していたと主張している。